# Lysichite blanc
Lysichiton camtschatcensis
Espèce
Classification phylogénétique
Le lysichite blanc (Lysichiton camtschatcensis) est une espèce de plantes herbacées vivaces de la famille des Araceae.
C'est une plante de marais originaire du Japon.

## Remarque
Cette espèce est proche de Lysichiton americanus Hultén & H.St.John, le lysichiton américain, avec laquelle on ne doit pas la confondre.

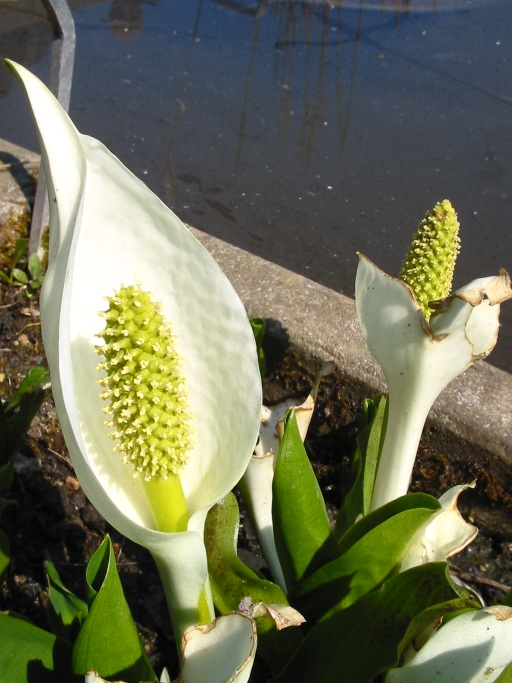
Spathe et spadice
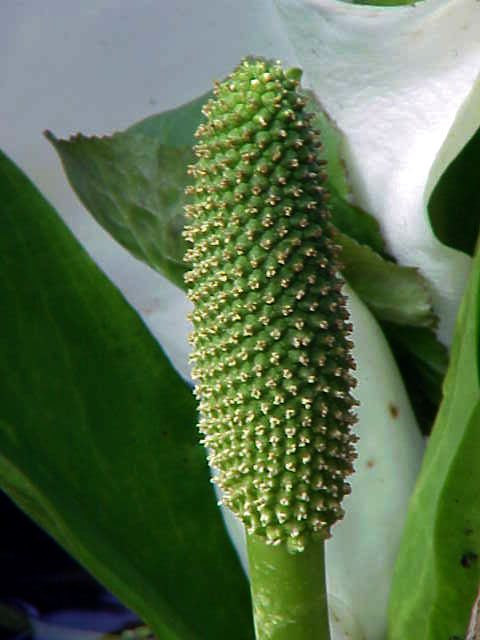
Spadice